# 戰艦冰川
72°4′S 168°3′E / 72.067°S 168.050°E
戰艦冰川是南極洲的冰川，位於維多利亞地的博克格雷溫克海岸，流經阿德默勒爾蒂山脈，最終注入塔克冰川，由新西蘭探險隊命名。